# جويدو فولست
جويدو فولست (بالألمانية: Guido Fulst) مواليد 7 يونيو 1970 في فيرنيغيروده، ألمانيا الشرقية، هو دراج ألماني سابق. سبق أن شارك في دورة الألعاب الأولمبية الصيفية وفاز بميدالية أولمبية.

## الميداليات
| الميدالية | المسابقة                       |
| --------- | ------------------------------ |
| ذهبية     | الألعاب الأولمبية الصيفية 1992 |
| ذهبية     | الألعاب الأولمبية الصيفية 2000 |
| برونزية   | الألعاب الأولمبية الصيفية 2004 |

## روابط خارجية
- جويدو فولست على موقع أرشيف الدراجات (الإنجليزية)
- جويدو فولست على موقع إحصائيات الدراجات الإحترافية (الإنجليزية)
- جويدو فولست على موقع CycleBase (الإنجليزية)
- جويدو فولست على موقع أوليمبيديا (الإنجليزية)